# Időeltolódás az UTC-től
Az időeltolódás az egyezményes koordinált világidőtől, vagy röviden az időeltolódás az UTC-től egy földi földrajzi hely időkülönbözete órában és percben az UTC-től, vagyis az egyezményes koordinált világidőtől. Általában ±[óó]:[pp], ±[óó][pp], vagy ±[óó] formátumban ábrázoljuk. Ha az időpont egy órával több, mint az UTC, akkor azt "+01:00", "+0100", vagy csak egyszerűen "+01" formában ábrázoljuk.

## Időzóna és időeltolódás
Az időzóna egy földrajzi régió, ahol majdnem mindenki ugyanazt az időt használja.
Az időeltolódás egy bizonyos időmennyiség, amelyet az UTC-ből vonunk le, vagy ahhoz adunk hozzá, hogy megkapjuk az aktuális időt - a normált, vagy a nyári időszámításkor használtat.
Minden külön időzónában a lakók vagy egy normál időzónát, vagy egy téli és egy nyári időzónát figyelnek meg.

## Nyári időszámítás
A kontinensek egyes régióiban nyári időszámítást is használnak. Az időeltolódás ilyenkor általában egy órával több. A közép-európai időből (UTC+01:00) közép-európai nyári idő (UTC+02:00) lesz, a Pacific Standard Time (UTC−08:00) pedig Pacific Daylight Time (UTC−07:00) lesz.

## Fordítás
Ez a szócikk részben vagy egészben  az   UTC offset című angol Wikipédia-szócikk fordításán alapul.  Az eredeti cikk szerkesztőit annak laptörténete sorolja fel. Ez a jelzés csupán a megfogalmazás eredetét és a szerzői jogokat jelzi, nem szolgál a cikkben szereplő információk forrásmegjelöléseként.